# Inuvik
Inuvik è il maggiore centro abitato dei Territori del Nord-Ovest canadesi a Nord del Grande Lago degli Schiavi.

## Geografia fisica

### Territorio
Inuvik si trova nell'area del delta del fiume Mackenzie. I fiumi della zona gelano completamente d'inverno e vengono utilizzati come via di trasporto. A Nord-Est, fra Inuvik e il Mar Glaciale Artico, vi sono numerosi pingo. La vegetazione è quella della tundra.
La città si trova a meno di 2000 km dal polo magnetico per cui si possono osservare le aurore boreali e il campo magnetico punta decisamente verso il basso (inclinazione magnetica di 81°).
Essendo costruita sul permafrost, le costruzioni principali sono su palafitte e le condutture di acqua, vapore e fognature sono in una rete di canalizzazioni fuori terra che prendono il nome di Utilidor.

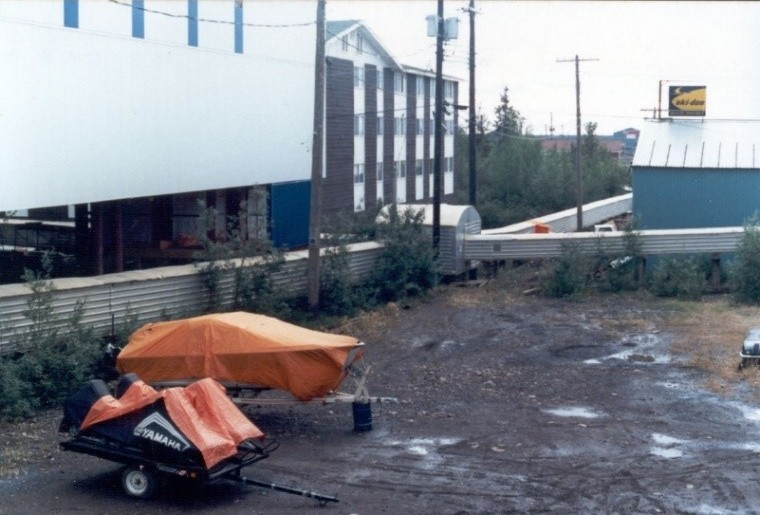
Le canalizzazioni fuori terra, sopra il permafrost, a Inuvik

### Clima
Il clima di Inuvik è subartico, con estati brevi e tiepide e bassa piovosità tutto l'anno. La temperatura media mensile supera 0 °C solo da maggio a settembre e 10 °C solo da giugno ad agosto; il mese più caldo è luglio in cui la temperatura media mensile è 14 °C, la minima 9 °C e la massima 19 °C. A gennaio, in media, la massima è -23 °C e la minima è -31 °C. Ci possono comunque essere rapide variazioni da un giorno all'altro. Il mese più piovoso è agosto in cui comunque le precipitazioni medie sono solo di 39 mm (di cui 3 mm in forma nevosa). Da novembre a marzo le precipitazioni sono soltanto nevose, ma comunque non molto abbondanti.

## Storia
Negli anni 1950, quando Aklavik era il principale centro della regione, il governo canadese decise di costruire una nuova città in una località dove fosse possibile costruire un aeroporto e che quindi fosse facilmente collegata al resto del Paese, allo scopo di assicurare una presenza e un controllo su territori strategicamente importanti ma ben poco abitati. Aklavik, in un terreno paludoso, non era adatta allo scopo. La nuova città, Inuvik, fu costruita nel delta del fiume Mackenzie e iniziò ad essere abitata nel 1960. Mentre si cercò di realizzare infrastrutture per rendere sicuro e confortevole il soggiorno dei vari funzionari governativi per incoraggiarli a viverci (oltre che con forti incentivi economici), gli abitanti di Aklavik che ci si trasferirono non trovarono idonee condizioni e tornarono da dove erano venuti.
In seguito si cercò di rendere le condizioni di vita più accettabili anche per i popoli indigeni e dalla fine degli anni 1980 la popolazione è più omogeneamente distribuita fra persone di origine europea, amerindiana (Gwich'in) e inuit (Inuvialuit). Fra il 1963 e il 1986 operò a Inuvik una stazione radio della marina militare (NRS, poi CFS).

## Società

### Evoluzione demografica
Al censimento del 2016 risulta una popolazione piuttosto giovane (età mediana: 33 anni) e per quanto riguarda l'origine etnica gli abitanti identificano se stessi come: 47% inuit, 32% europei (di cui 70% dalle isole britanniche), 28% amerindiani, 6% asiatici, 1% africani, 1% dall'America latina. La somma è più del 100% perché alcuni si identificano con più origini; in particolare in Canada si considera come un'etnia a parte quella con progenitori amerindiani e francesi fin dall'epoca della prima colonizzazione (i métis, che a Inuvik si identificano come tali nel 3% dei casi).
Fra il 2004 e il 2010 la popolazione superava i 3 600 abitanti, ma dal 2010 è lentamente diminuita, e nel 2020 è stimata in 3 399 abitanti.

## Infrastrutture e trasporti
Dal 1979 Inuvik è raggiungibile da Dawson City mediante la Dempster Highway, aperta al traffico sia in estate che in inverno ma non durante il periodo del disgelo e del rigelo (primavera e autunno). Inoltre è collegata a Tuktoyaktuk mediante una strada aperta nel 2017, percorribile tutto l'anno in auto, che permette di raggiungere il Mar Glaciale Artico.
L'aeroporto Mike Zubko (codice IATA: YEV) ha voli di linea regolari per Norman Wells, Dawson City e Old Crow.
Durante l'estate c'è anche il trasporto di merci su chiatte lungo il fiume Mackenzie.

## Monumenti e luoghi d'interesse

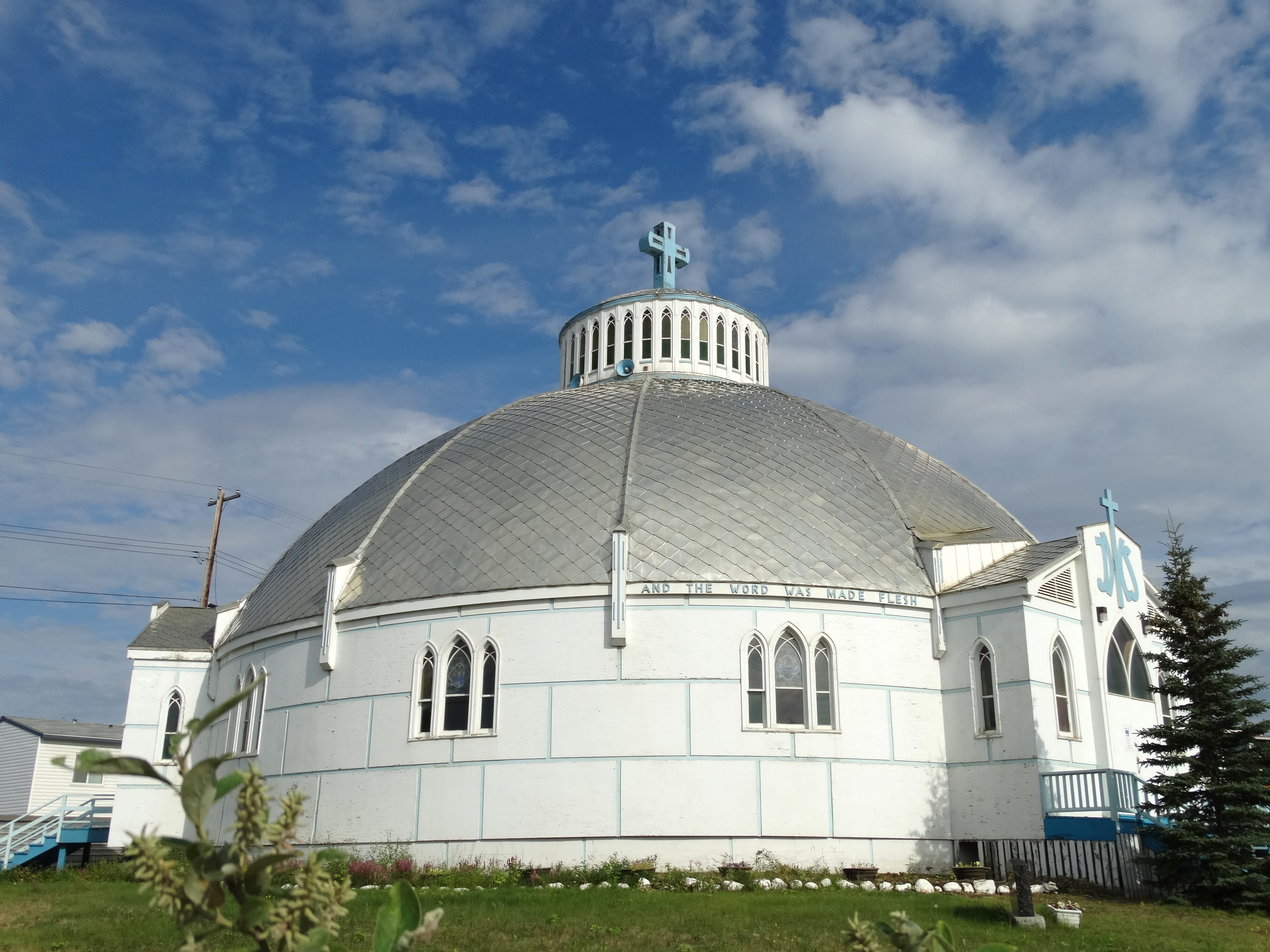
La chiesa cattolica di Inuvik

La costruzione di maggiore interesse è la chiesa cattolica di Nostra Signora della Vittoria, caratteristica per la forma semisferica, da cui il soprannome di "chiesa igloo".